# Sibyla (jméno)
Sibyla nebo též Sybila je ženské jméno řeckého původu. Pochází od slova Síbulla (Σίβυλλα), které znamená věštkyně či prorokyně. Sibyla je jméno několika starověkých věštkyň. Podle českého kalendáře slaví svátek dne 19. března, společně se jménem Josef.

## Domácké podoby
Mezi domácké podoby křestního jména Sibyla patří Sibylka, Sibuška, Sibinka, Sibka, Sibča, Sibi, Bylka, Byluška apod.

## V různých jazycích
- Sibila – chorvatsky, slovinsky, bulharsky
- Sibilla – italsky
- Sibulla – řecky
- Sibyl – anglicky
- Sibyla – česky, slovensky
- Sibylle – německy, dánsky, francouzsky
- Sivilla – rusky
- Szibilla – maďarsky

## Známé osobnosti

### Šlechtičny
- Sibyla z Acerra
- Sibyla Anhaltská
- Sibyla z Anjou
- Sibyla z Bauge
- Sibyla Braniborská
- Sibylle Ursula von Braunschweig-Lüneburg
- Sibyla Burgundská
- Sibyla z Conversana
- Sibyla z Fortie
- Sibyla Jeruzalémská
- Sibyla Klevská
- Sibyla z Křižanova
- Sibylla de Lamboy
- Sibyla Normandská
- Sibyla Sasko-Kobursko-Gothajská
- Sibyla Sasko-Lauenburská
- Sibyla Saská
- Sybille de Selys Longchamps

### Ostatní
- Sybille Bammerová – rakouská tenistka
- Sibylle Bergová – německá spisovatelka
- Sibylle Bergemannová – německá fotografka
- Sybil Christopher – velšská herečka
- Sibylle Klemmová – německá šermířka
- Sibylle Lewitscharoffová – německá spisovatelka
- Sybil Ludingtonová – hrdinka americké války za nezávislost
- Maria Sibylla Merianová – německo-švýcarská malířka a entomoložka
- Sybille Plogstedtová – německá novinářka a publicistka

### Fiktivní postavy
- Sibyla Elániová
- Sibyla Trelawneyová